# Крипта-усыпальница Радзивиллов
Усыпальница Радзивиллов — захоронение рода Радзивиллов в крипте костёла Тела Господня в Несвиже. Усыпальница Радзивиллов — третья по количеству династических захоронений в Европе после Габсбургов в Капуцинеркирхе и Бурбонов в Сен-Дени. Разрешение на её создание Николай Христофор Радзивилл по прозвищу Сиротка просил лично у Папы Римского.

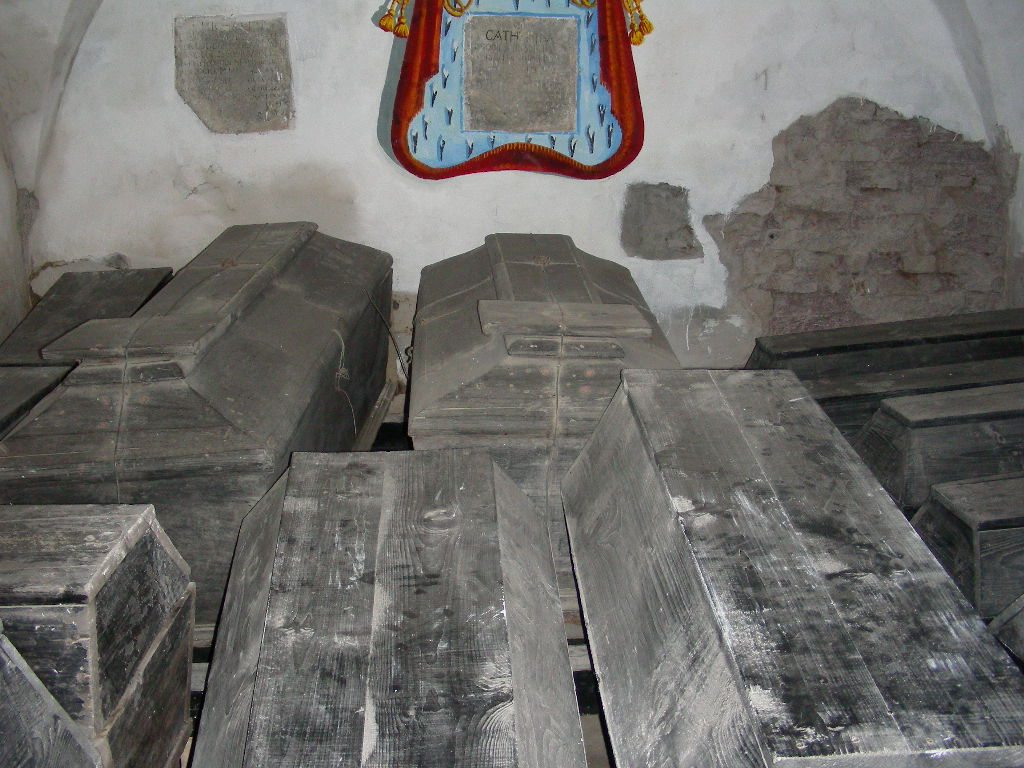
Усыпальница Радзивиллов

## Описание
Наиболее древние саркофаги находятся ближе к входу. Самое первое захоронение под костёлом датировано 1616 годом, а последнее — 1936-м, когда здесь был похоронен последний ординат Несвижа Альбрехт Антоний Радзивилл. В усыпальнице на сегодняшний день находится алтарь Невинного Зачатия, 70 саркофагов, один из них — ритуальный, одна Кано́па и одна урна с прахом потомка несвижской линии Антония Радзивилла, привезённая из Лондона 8 июня 2000 года. В начале XX века большинство гробов усыпальницы были помещены в берёзовые саркофаги.
Отдельное место занимает гроб с неустановленными останками, которые могут принадлежать повару Радзивилла Сиротки Я. Гермаку либо А. Скарульскому, который создал орган для костёла. Оба сопровождали Радзивилла Сиротку в его походах и в 1583 году были возведены в рыцари ордена Гроба Господнего.

25 октября 1926 года Юзеф Пилсудский (1867—1935) положил орден «Virtuti Militari» IV класса на саркофаг с останками князя Станислава Радзивилла (1880—1920), который был адъютантом Пилсудского и погиб во время польско-советской войны. Это мероприятие было поводом приезда Пилсудского в Несвиж для важной встречи с «виленскими консерваторами».

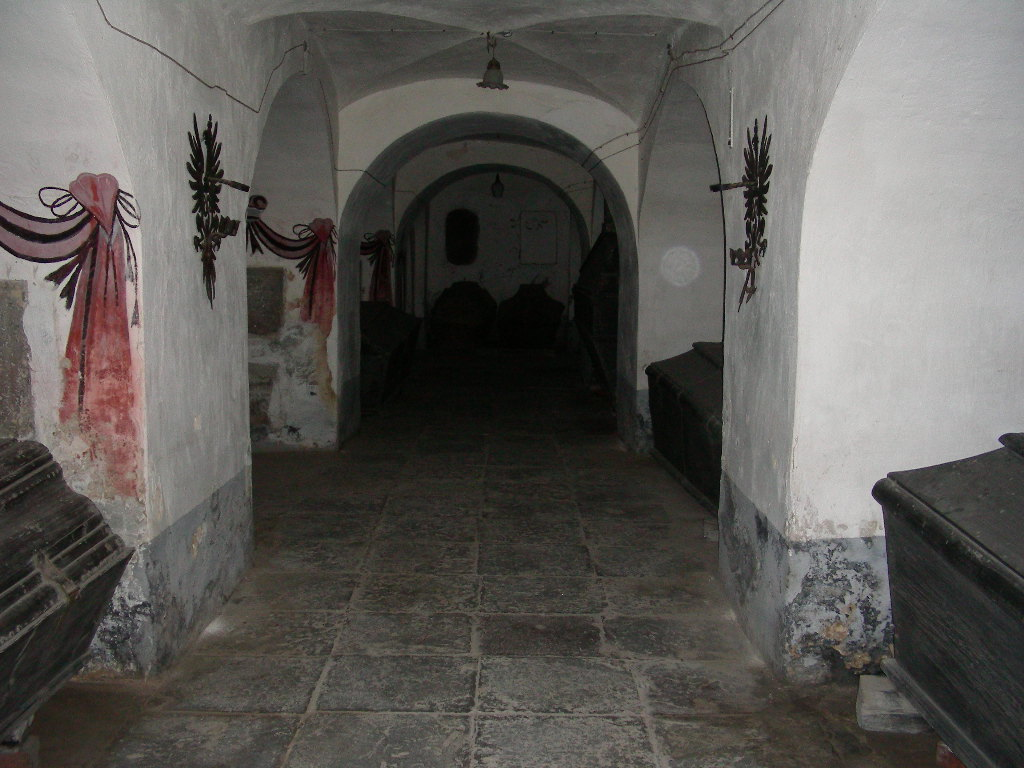
Галерея усыпальницы
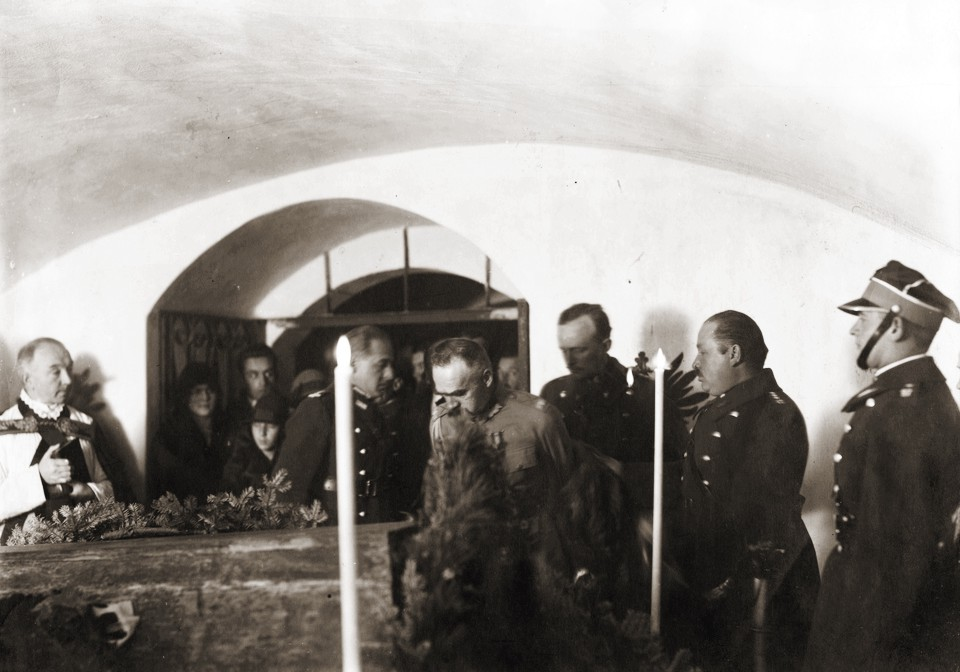
Юзеф Пилсудский возлагает орден «Virtuti Militari» IV степени на саркофаг с останками князя Станислава Радзивилла. 25 октября 1926 г.

### Видео
- Города Беларуси. Несвиж
- «Каталіцкія святыні Беларусі. Нясвіж»
- Какие тайны хранит усыпальница Радзивиллов в Несвиже? Главный эфир
- Сенсацыйнае адкрыццё ў пахавальні Радзівілаў | Сенсационное открытие в усыпальнице Радзивиллов
- Костел Тела Господня в Несвиже